# Dynia

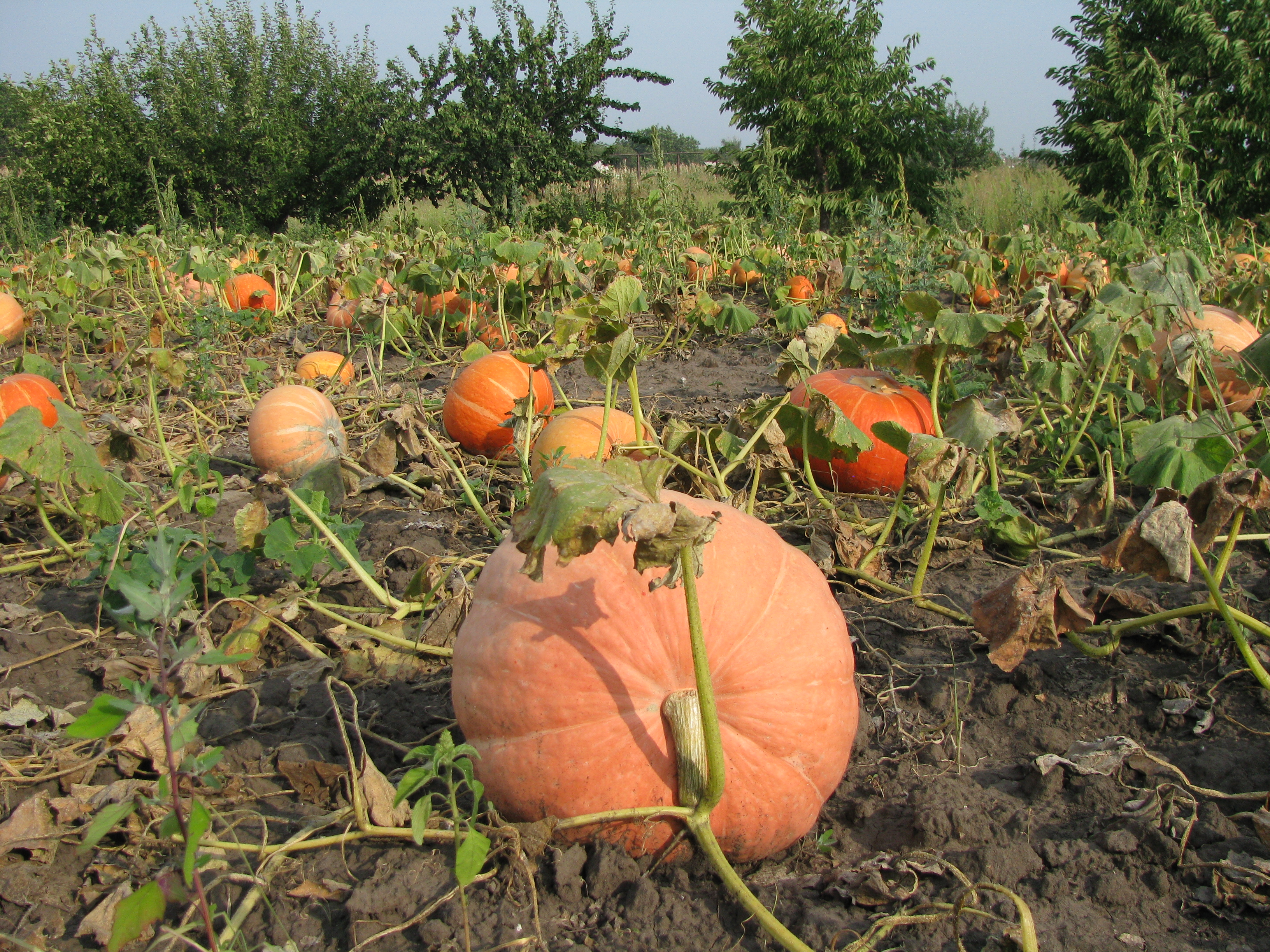
Owoce dyni olbrzymiej

Dynia (Cucurbita L.) – rodzaj roślin z rodziny dyniowatych. Obejmuje około 18 gatunków, przy czym w zależności od różnych ujęć systematycznych zaliczanych tu taksonów wyróżnia się ich w randze gatunku od 14 do 22. Zasięg naturalnego występowania tych roślin obejmuje oba kontynenty amerykańskie. W Ameryce Północnej dynie rosną na południe od środkowej części Stanów Zjednoczonych, a w Ameryce Południowej rosną głównie w Andach po północną Argentynę i Urugwaj na południu. Uprawiane były od co najmniej 10 tys. lat, a po odkryciu Ameryki przez Europejczyków, szybko trafiły do Starego Świata. Liczne gatunki z tego rodzaju są uprawiane i rosną jako zdziczałe na wszystkich kontynentach w strefie międzyzwrotnikowej i w obu strefach umiarkowanych. 

## Morfologia
PokrójRośliny roczne i wieloletnie, przy czym te drugie związane są z obszarami o klimacie suchym, tworzą korzenie spichrzowe. Dynie mezofityczne tworzą korzenie wiązkowe lub palowe, ale nie spichrzowe. Są roślinami rocznymi lub krótkowiecznymi bylinami. Łodygi są płożące lub wspinające się, część gatunków wytwarza wąsy czepne rozgałęziające się 2–7 razy.
LiścieBlaszki okrągławe, jajowate, jajowato-lancetowate, nerkowate lub trójkątne, zwykle mniej lub bardziej dłoniasto klapowane, na brzegach ząbkowane.
KwiatyWyrastają pojedynczo z kątów liści, osobno męskie i żeńskie. Hypancjum jest dzwonkowate, walcowate lub miseczkowate. Kielich składa się z 5 działek, szydlastych do lancetowatych, zwykle prosto wzniesionych. Korona kwiatu tworzona jest przez 5 płatków zrośniętych w dolnej połowie, w górnej części płatki są rozpostarte, czasem odwinięte, barwy żółtej do pomarańczowej. Korona osiąga od 2,5 do 9 cm długości (rzadko nieco więcej) i jest owłosiona. W kwiatach męskich rozwijają się trzy pręciki o nitkach wolnych lub nieco złączonych, osadzonych na dnie hypancjum.
OwoceDuże jagody, jadalne, osiągające masę do 200 kg. Owoce uprawianej dyni olbrzymiej mogą przekraczać te rozmiary osiągając w rekordowych przypadkach nawet ponad 1000 kg masy.

## Systematyka
Pozycja systematyczna
Rodzaj z rodziny dyniowatych, w obrębie której należy do podrodziny Cucurbitoideae i plemienia Cucurbiteae.
Wykaz gatunków
- Cucurbita andreana Naudin
- Cucurbita argyrosperma C.Huber
- Cucurbita cordata S.Watson
- Cucurbita cylindrata L.H.Bailey
- Cucurbita digitata A.Gray
- Cucurbita ecuadorensis Cutler & Whitaker
- Cucurbita ficifolia Bouché – dynia figolistna
- Cucurbita foetidissima Kunth
- Cucurbita galeottii Cogn.
- Cucurbita lundelliana L.H.Bailey
- Cucurbita maxima Duchesne – dynia olbrzymia
- Cucurbita melopepo L.
- Cucurbita moschata Duchesne – dynia piżmowa
- Cucurbita okeechobeensis (Small) L.H.Bailey
- Cucurbita palmata S.Watson
- Cucurbita pedatifolia L.H.Bailey
- Cucurbita pepo L. – dynia zwyczajna
- Cucurbita radicans Naudin
- Cucurbita × scabridifolia L.H.Bailey

## Uprawa
W Europie Środkowej uprawiane są głównie dynie olbrzymia i zwyczajna (w różnych odmianach, m.in. kabaczek, dynia makaronowa i ozdobne). Dynia figolistna ze względu na odporność na choroby stosowana jest jako podkładka. Dynie te mają mniejsze wymagania cieplne od ogórka. Najlepiej rosną na glebach przepuszczalnych, próchnicznych, o odczynie obojętnym. Wymagają nawożenia jednak stosowanego w roku poprzedzającym uprawę i wiosną, ponieważ są wrażliwe na zasolenie. Rozmnażane są z nasion, które wysiewane są między 10 i 20 maja. Na wcześniejsze i większe plony pozwala stosowanie rozsady przygotowanej w szklarni. Podczas pielęgnacji roślin zawiązki są przerzedzane w celu uzyskania większych owoców. 